# Job van Uitert

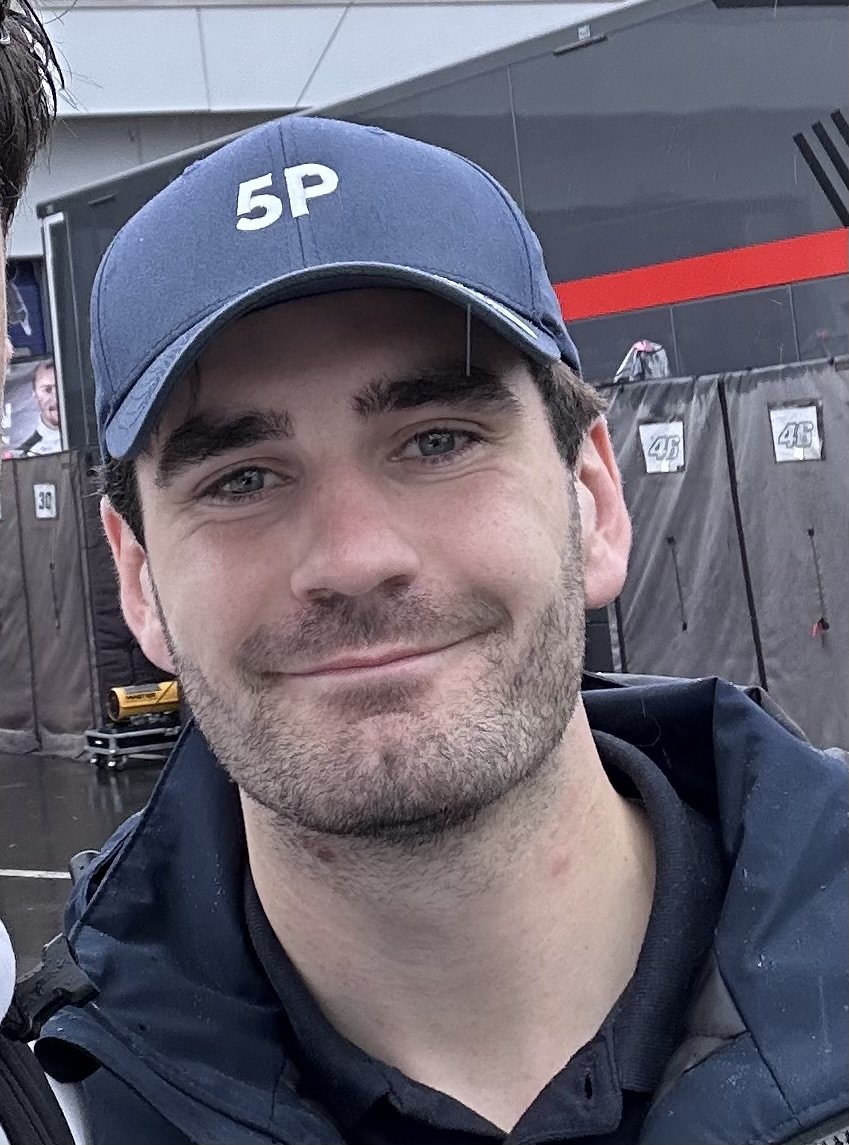
Job van Uitert 2024

Jacobus „Job“ van Uitert (* 10. Oktober 1998 in Dongen) ist ein niederländischer Autorennfahrer. 

## Karriere
Im Jahr 2018 gewann er in der European Le Mans Series, die Meisterschaft in der LMP3 Klasse. In der Saison 2020 wird er voraussichtlich in der LMP2 Klasse für das Team United Autosports antreten.

## Statistik

### Karrierestationen
| Saison                              | Meisterschaft                       | Position               | Fahrzeug               | Team                  |
| ----------------------------------- | ----------------------------------- | ---------------------- | ---------------------- | --------------------- |
| 2014                                | Niederländischer Mazda MX-5 Cup     | 3rd                    | Mazda MX-5 Cup         | Geva Racing           |
| 2015                                | Deutsche Formel-4-Meisterschaft     | NC                     | Tatuus–Abarth F4 T-014 | Provily Racing        |
|                                     | Deutsche Formel-4-Meisterschaft     | 20th                   | Tatuus–Abarth F4 T-014 | Jenzer Motorsport     |
| Italienische Formel-4-Meisterschaft | 4th                                 | Tatuus–Abarth F4 T-014 | Jenzer Motorsport      |                       |
| 2017                                | Deutsche Formel-4-Meisterschaft     | NC                     | Tatuus–Abarth F4 T-014 | Jenzer Motorsport     |
| 2017                                | Italienische Formel-4-Meisterschaft | 2nd                    | Tatuus–Abarth F4 T-014 | Jenzer Motorsport     |
| 2018                                | 2018 European Le Mans Series        | 1st                    | Ligier JS P3           | RLR MSport            |
| 2018–19                             | FIA-Langstrecken-Weltmeisterschaft  | NC                     | Oreca 07               | G-Drive Racing        |
| 2019                                | 2019 European Le Mans Series        | 2nd                    | Oreca 07               | G-Drive Racing        |
| 2019–20                             | FIA-Langstrecken-Weltmeisterschaft  | NC                     | Oreca 07               | Racing Team Nederland |

### Le-Mans-Ergebnisse
| Jahr | Team                  | Fahrzeug | Teamkollege         | Teamkollege         | Platzierung | Ausfallgrund  |
| ---- | --------------------- | -------- | ------------------- | ------------------- | ----------- | ------------- |
| 2019 | G-Drive Racing        | Aurus 01 | Roman Russinow      | Jean-Éric Vergne    | Rang 11     |               |
| 2020 | United Autosports     | Oreca 07 | Alex Brundle        | Will Owen           | Rang 17     |               |
| 2021 | Racing Team Nederland | Oreca 07 | Frits van Eerd      | Giedo van der Garde | Rang 16     |               |
| 2022 | Panis Racing          | Oreca 07 | Nicolas Jamin       | Julien Canal        | Rang 16     |               |
| 2023 | Panis Racing          | Oreca 07 | Tijmen van der Helm | Manuel Maldonado    | Rang 25     |               |
| 2024 | IDEC Sport            | Oreca 07 | Reshad de Gerus     | Paul Lafargue       | Rang 17     |               |
| 2025 | IDEC Sport            | Oreca 07 | Sebastián Álvarez   | Paul Lafargue       | Ausfall     | Reifenschaden |

### Einzelergebnisse in der FIA-Langstrecken-Weltmeisterschaft
| Saison  | Team                                 | Rennwagen         | 1   | 2   | 3   | 4   | 5   | 6   | 7   | 8   |
| ------- | ------------------------------------ | ----------------- | --- | --- | --- | --- | --- | --- | --- | --- |
| 2018/19 | G-Drive Racing                       | Aurus 01          | SPA | LEM | SIL | FUJ | SHA | SEB | SPA | LEM |
| 2018/19 | G-Drive Racing                       | Aurus 01          |     |     |     |     |     |     | 8   | 11  |
| 2019/20 | Racing Team Nederland G-Drive Racing | Oreca 07 Aurus 01 | SIL | FUJ | SHA | BAH | AUS | SPA | LEM | BAH |
| 2019/20 | Racing Team Nederland G-Drive Racing | Oreca 07 Aurus 01 | 7   |     |     | 7   |     | 6   | 17  |     |
| 2021    | Racing Team Nederland                | Oreca 07          | SPA | POR | MON | LEM | BAH | BAH |     |     |
| 2021    | Racing Team Nederland                | Oreca 07          | 7   | 13  |     | 16  | 8   | 9   |     |     |
| 2022    | Panis Racing                         | Oreca 07          | SEB | SPA | LEM | MON | FUJ | BAH |     |     |
| 2022    | Panis Racing                         | Oreca 07          | 16  |     |     |     |     |     |     |     |
| 2023    | Panis Racing                         | Oreca 07          | SEB | POR | SPA | LEM | MON | FUJ | BAH |     |
| 2023    | Panis Racing                         | Oreca 07          | 25  |     |     |     |     |     |     |     |
| 2024    | IDEC Sport                           | Oreca 07          | KAT | IMO | SPA | LEM | SAO | AUS | FUJ | BAH |
| 2024    | IDEC Sport                           | Oreca 07          | 17  |     |     |     |     |     |     |     |
| 2025    | IDEC Sport                           | Oreca 07          | KAT | IMO | SPA | LEM | SAO | AUS | FUJ | BAH |
| 2025    | IDEC Sport                           | Oreca 07          | DNF |     |     |     |     |     |     |     |